# 南里弗 (新澤西州)
南里弗（英語：South River）是位於美國新澤西州米德爾塞克斯縣的自治市鎮。

## 人口
根據2020年美國人口普查的數據，南里弗的面積為7.61平方千米，當中陸地面積為7.21平方千米，而水域面積為0.40平方千米。當地共有人口16118人，而人口密度為每平方千米2,118人。